# جائزة روسيا الكبرى 2016
جائزة روسيا الكبرى 2016 هو سباق فورمولا 1 أقيم بتاريخ 1 مايو 2016 في مضمار سوتشي للسيارات، كراسنودار كراي، روسيا. كان الرابع من أصل 21 في بطولة العالم لسباقات الفورمولا واحد موسم 2016. حلّ الألماني نيكو روسبيرغ أولا بينما جاء البريطاني لويس هاملتون في المركز الثاني وحصل على المركز الثالث الفنلندي كيمي رايكونن.